# 哥伦布 (新墨西哥州)
哥倫布（Columbus），位於新墨西哥州，根據2000年美國人口普查，共有1,765人，是根據15世紀著名航海家克里斯托弗·哥倫布命名。

## 外部連結
- 哥倫布 (新墨西哥州)的官方網站（页面存档备份，存于）
- Pancho Villa raid
- Camp Furlong and Columbus, New Mexico - 1916 *[永久]